# 多夫塔纳监狱

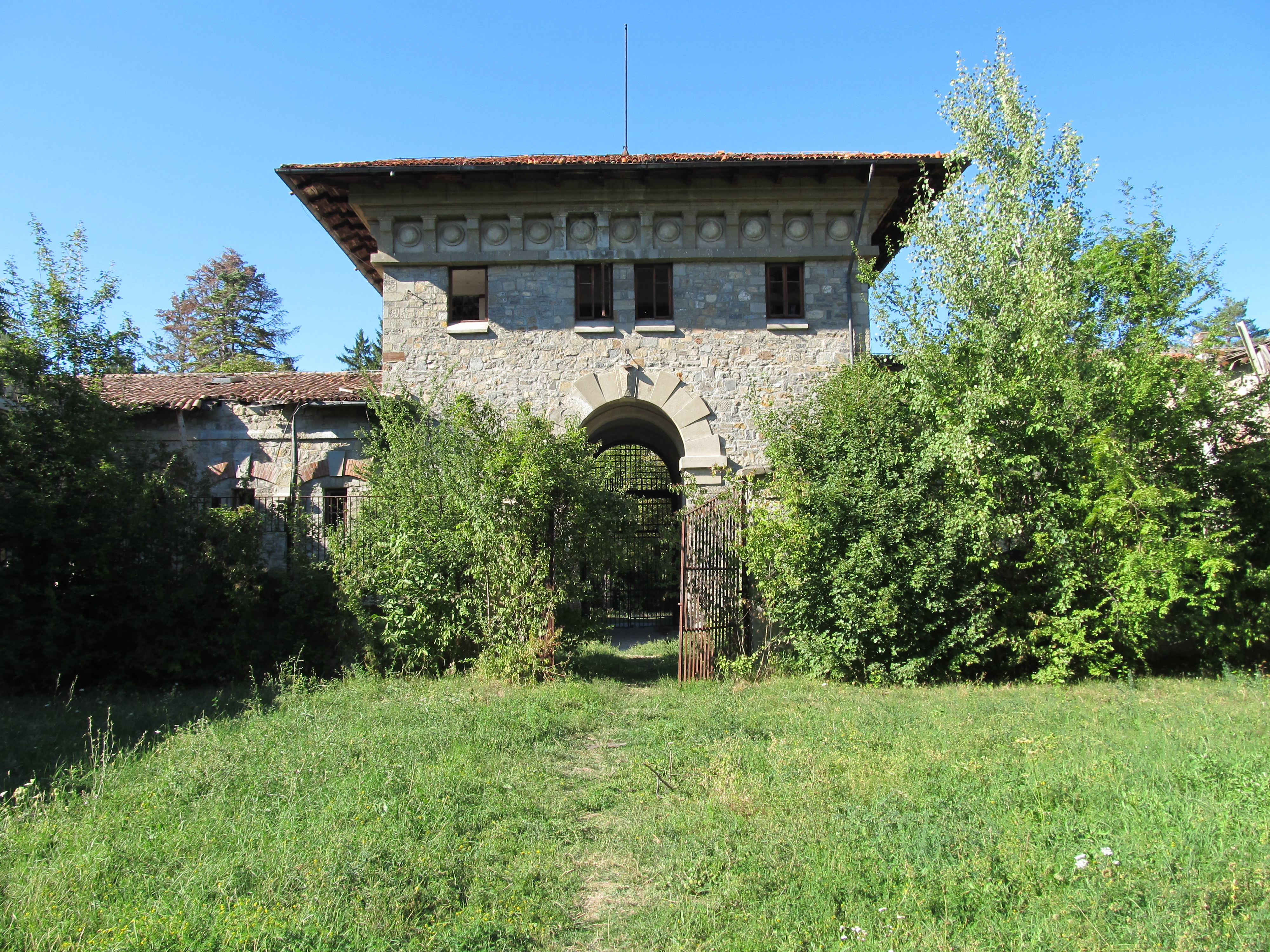
今日的多夫塔纳监狱

多夫塔纳监狱是罗马尼亚的一座监狱，有时被称为"罗马尼亚的巴士底狱"。建于1895年，从1921年开始被用于拘押政治犯，关押过的犯人包括格奥尔基·乔治乌-德治和尼古拉·齐奥塞斯库。监狱位于普拉霍瓦县的同名村庄附近。

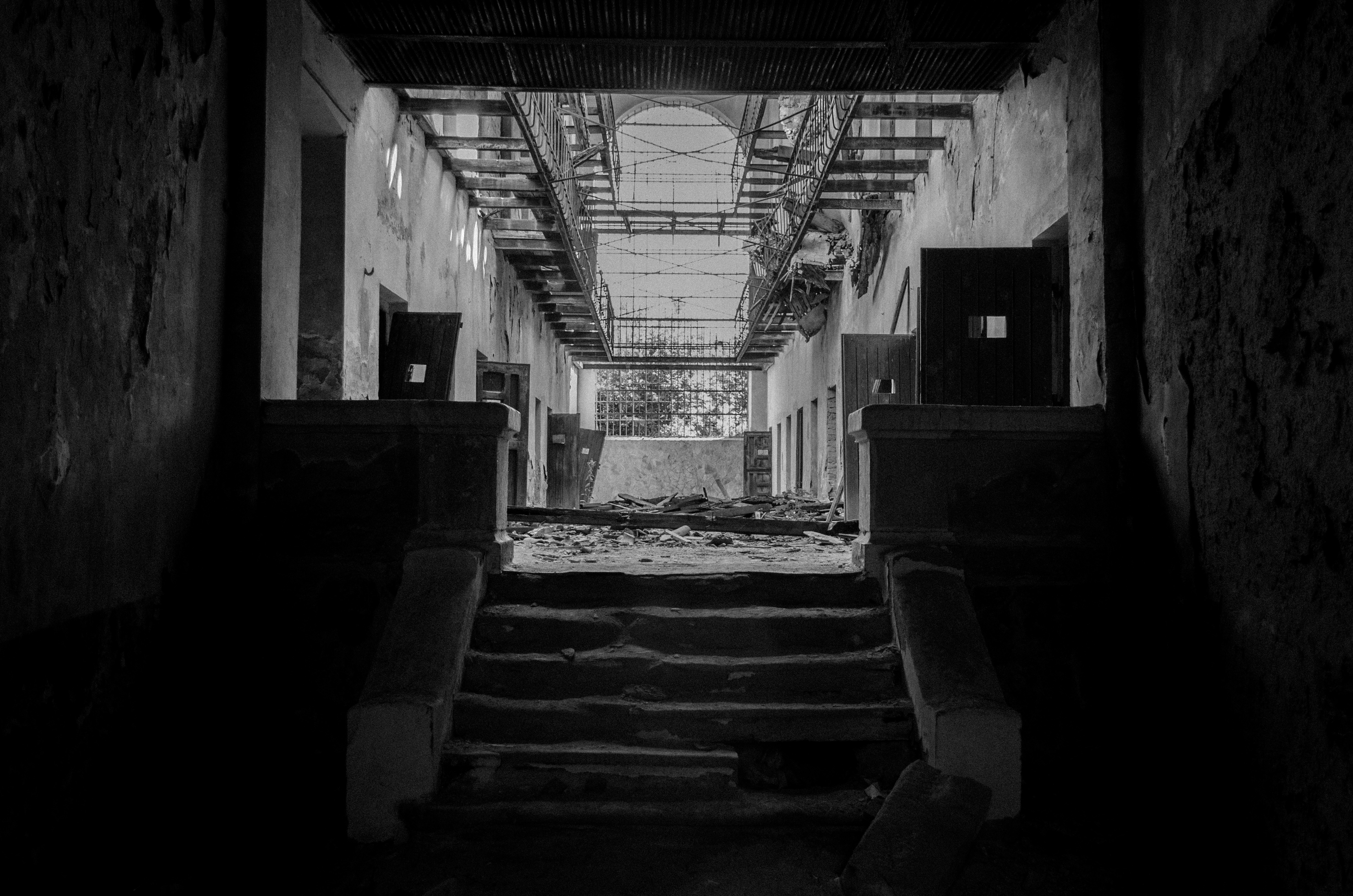
多夫塔纳监狱内部

从1924年起，囚犯们开始用纸条和私自带进来的笔编写手写的报纸。报纸的题名有《红色多夫塔纳》、《带上镣铐的布尔什维克》等。第二次世界大战后，它被改造成一个博物馆，不过后来由于缺乏资金关闭。作曲家阿尔弗雷德·门德尔松为其写了一首交响诗——《多夫塔纳的毁灭》。被监禁在这里的不仅有罗马尼亚共产党人，还有被俘的德国和苏联士兵，以及匈牙利的平民。